# Wipeout
Wipeout è un videogioco di corse futuristiche anti-gravità prodotto originariamente nel 1995 da Psygnosis per Microsoft Windows, MS-DOS e per le console PlayStation e Sega Saturn.
È diventato in breve tempo uno dei titoli più venduti. Ogni parte del gioco è stata studiata per avere il migliore impatto sul pubblico (l'aspetto grafico più all'avanguardia, curato da The Designers Republic, la musica più in voga).

## Modalità di gioco
Il gioco è caratterizzato poi dalla divisione del gran premio in classi di velocità, denominate Venom e Rapier. Il giocatore è obbligato a superare prima il torneo più lento per poter partecipare a quello successivo. Ogni vettura ha i propri parametri di guidabilità: quelle ad esempio più veloci avranno un angolo di sterzo limitato e viceversa.

## Pubblicazione
Il lancio del gioco ha visto installazioni PlayStation con la copia del gioco posizionate in vari locali notturni, la pubblicazione del cd audio con la colonna sonora e la creazione di capi di vestiario della linea Wipeout. Prima della sua pubblicazione alcune scene furono mostrate durante il film Hackers del 1995, con Angelina Jolie, in cui si vedono i protagonisti impegnati in una sfida a Wipeout.

## Tracciati
Il campionato di F3600 è composto da sei gare organizzate in diversi circuiti del mondo realizzati appositamente per le corse antigravitazionali. Tutte le gare, eccetto Altima VII, prendono parte in periodi diversi: di giorno nella classe Venom e di notte nella classe Rapier.
- Altima VII

Situata in Canada e ritenuta iconica per gli appassionati, è la prima pista ad essere costruita per la F3600 usando un materiale apposito per l'antigravità. Il tracciato è riconoscibile per alcune sezioni particolari come un grosso salto preceduto da una salita in collina e un tunnel tortuoso poco prima del traguardo. È anche l'unico tracciato che si svolge in periodi invertiti, correndo di notte nella classe Venom e correndo di giorno nella classe Rapier.
- Karbonis V

Una pista che si districa tra le colline giapponesi, alternando sezioni tortuose di curve alternate e sezioni dritte e veloci, tra cui una composta da piccoli salti.
- Terramax

Tracciato che percorre attorno a un lago della Foresta Nera in Germania dove si affrontano una serie di curve veloci e un tunnel stretto. Nella seconda metà si passa per un complesso industriale e infine un grande salto.
- Korodera

Un percorso impegnativo che serpeggia attorno a un'area industriale abbandonata ai confini di Mosca. I piloti dovranno prestare molta attenzione alle sue curve tortuose per poi accelerare nell'ultima sezione prendendo quanti pannelli turbo possibili.
- Arridos IV

Pista costruita a Monument Valley nello Utah, tra le sue difficoltà si trovano una breve porzione di pista piena di cunette, dei salti ripidi, bivi e curve impegnative.
- Silverstream

Costruito in un ghiacciaio in Groenlandia, è il tracciato più lungo e difficile del gioco. In due occasioni si divide in due corsie diverse dove la scelta è cruciale per poter finire la gara con un ottimo piazzamento.
- Firestar

Un tracciato nascosto sbloccabile vincendo la classe Rapier. Localizzato su Marte, consiste in bivi e curve semplici dove si sfreccia su scenari marziani sotto un cielo arancione.

## Squadre
In Wipeout partecipano quattro squadre composte da due piloti. Ciascuna squadra dispone di punti forti e di punti deboli.
- AG Systems

Nata come la "Foundation for European Anti-Gravity Research" (Fondazione per la Ricerca Anti-Gravità Europea) con a capo il francese Pierre Belmondo, riuscirono a rendere possibile il viaggio antigravitazionale nonostante sia stato dichiarato "molto dispendioso". Per affrontare i problemi sempre più esigenti di fondo istituirono la AG Systems che fu venduta a un consorzio giapponese con sede a Tokyo, pur con Belmondo che resta a capo del progetto. Partecipa al campionato F3600 con i piloti John Dekka e Daniel Chang con veicoli molto bilanciati per velocità, accelerazione e manovrabilità.
- Auricom

Fu fondata da Dalia Fleubert, una ex-allieva di Belmondo, dopo che venne allontanata dal mentore per un conflitto di interessi contro Holst McQueen. Infatti segue la stessa filosofia del capo riguardo all'uso della tecnologia antigravitazionale per il bene dell'umanità e per promuovere la sportività nelle competizioni. Da allora è in eterna competizione con la Qirex. Partecipa al campionato F3600 con la popolarissima Arial Tetsuo, sorella di Arian, e Anastasia Cherovoski, di cui si dice che lavori per conto della Qirex avendo una relazione con Kel Solaar, con veicoli pesanti ma ben bilanciati, ideali per percorsi lunghi.
- Qirex

Inizialmente fondato per il mercato domestico in Russia, con l'arrivo di Holst McQueen dopo che fu allontanato dalla AG Systems per i contrasti con Dalia Fleubert, in quanto sosteneva i potenziali profitti che la tecnologia antigravitazionale avrebbe portato, e l'acquisizione da parte della Overtel Corporation divenne la forza dominante del campionato F3600 vincendo edizione dopo edizione e mantenendo una accesa rivalità con la Auricom. I suoi piloti sono Kel Solaar, campione indiscusso di F3600, e Arian Tetsuo, sorella di Arial, con veicoli velocissimi e resistenti ma poco maneggevoli.
- FEISAR

La "Federal European Industrial Science and Research" (Ricerca e Scienza Industriale Europea Federale) venne fondata come rimpiazzo per la "Foundation for European Anti-Gravity Research" dopo che furono troncati i fondi e dovette seguire i progetti per l'antigravità dopo che Belmondo riuscì nella scoperta. Con lo scioglimento della Fondazione, venne designata la FEISAR come nuovo centro di ricerca e sviluppo sull'antigravità, riuscendo addirittura ad assumere dipendenti della AG Systems. Partecipa al campionato F3600 con i piloti Sofia de la Rente e Paul Jackson con veicoli molto maneggevoli ma poco veloci e resistenti.

## Tracce audio
- CoLD SToRAGE: Cairodrome
- CoLD SToRAGE: Cardinal Dancer
- CoLD SToRAGE: Cold Comfort
- CoLD SToRAGE: Doh T
- CoLD SToRAGE: Messij
- CoLD SToRAGE: Operatique
- CoLD SToRAGE: Tentative
- CoLD SToRAGE: Trancevaal
- CoLD SToRAGE: Brickbat (esclusiva Sega Saturn)
- CoLD SToRAGE: Planet 9 (esclusiva Sega Saturn)
- CoLD SToRAGE: Poison (esclusiva Sega Saturn)
- Leftfield: Afro-Ride (esclusiva PlayStation)
- The Chemical Brothers: Chemical Beats (esclusiva PlayStation)
- Orbital: Wipeout (petrol mix) (esclusiva PlayStation)